# アースミュージックアンドエコロジー
アースミュージックアンドエコロジー（earth music&ecology）は、アパレルメーカーである株式会社ストライプインターナショナルが運営する10代から30代女性をターゲットにしたファッションブランド。「アース」の愛称で知られる。

## 概要
1999年に岡山市で誕生。ブランド名のearthはeden（エデンの園、理想郷）、art（芸術）、heaven（天国）の頭文字の組み合わせ、music（音楽）は世界共通の言語、ecologyは長く愛される普遍性、耐久性を表している。
「あした、なに着て生きていく？」をテーマに「自分の人生とファッションを愛している女の子に向けて、オシャレで着やすく、ホンモノで買いやすいアイテム」を揃える。メインターゲットを10代から40代と幅広く設定し、エイジレスなブランド展開を行っている。国内をはじめ、上海や台湾など海外へも出店している。CM・ブランドキャラクターは宮﨑あおい。

## コラボレーション
世界的な評価を獲得している日本のアニメ・漫画と、ファッションのコラボレーションとして、「初音ミク」などとコラボレーションしたアイテムを展開している。また、アイウエアショップ「JINS」ともコラボレーションするなど、さまざまな企業や文化とのコラボレーションを展開している。

## CM
- CMキャラクター（2018年5月現在）
  - 宮﨑あおい（2010年3月から）、鈴木京香、広瀬すず（ともに2017年3月から）[2]。

CM放送開始当時の内容は、ブランドキャラクターである宮﨑あおいが、アカペラで様々な曲を歌うという内容だった。2012年9月以降からは、宮﨑あおいがフィンランド語を話すCMが公開されている。
- CM内容
  - 2010年3月 - 『鉄棒篇』　CM使用曲（THE BLUE HEARTS「1001のバイオリン」）
  - 2010年3月 - 『歩く篇』　CM使用曲（THE BLUE HEARTS「1001のバイオリン」）
  - 2010年3月 - 『野球篇』　CM使用曲（THE BLUE HEARTS「1001のバイオリン」）
  - 2010年10月 - 『雪を歩く篇』　CM使用曲（THE BLUE HEARTS 「情熱の薔薇」）
  - 2010年10月 - 『スコップ篇』　CM使用曲（THE BLUE HEARTS 「情熱の薔薇」）
  - 2010年10月 - 『スキー篇』　CM使用曲（THE BLUE HEARTS 「情熱の薔薇」）
  - 2011年3月 - 『にんじん運ぶ篇』　CM使用曲（ザ・スパイダース 「なんとなくなんとなく」）
  - 2011年3月 - 『にんじん抜く篇』　CM使用曲（ザ・スパイダース 「なんとなくなんとなく」）
  - 2011年3月 - 『釣り篇』　CM使用曲（ザ・スパイダース 「なんとなくなんとなく」）
  - 2011年4月 - 『ノック』篇
  - 2011年5月 - 『まき割り』篇
  - 2011年9月 - 『宿泊先にて』篇　CM使用曲（THE BLUE HEARTS「リンダリンダ」）
  - 2011年10月 - 『待合室にて』篇　CM使用曲（THE BLUE HEARTS「リンダリンダ」）
  - 2012年9月 - 『カフェ篇』　CM使用曲（ザ・スプートニクス（英語版）　「JUPITER SPECIAL」）
  - 2012年11月 - 『埠頭篇』　CM使用曲（ザ・スプートニクス　「JUPITER SPECIAL」）
  - 2013年1月 - 『路上篇』　CM使用曲（ザ・スプートニクス　「JUPITER SPECIAL」）
  - 2013年3月 - 『出口篇』　CM使用曲（ザ・スプートニクス　「JUPITER SPECIAL」）
  - 2013年6月 - 『バンド篇』　CM使用曲（ザ・スプートニクス　「JUPITER SPECIAL」）
  - 2013年9月 - 『森を歩く篇』　CM使用曲（森山直太朗 「生きてることが辛いなら」）